# Январское контрнаступление (1919)

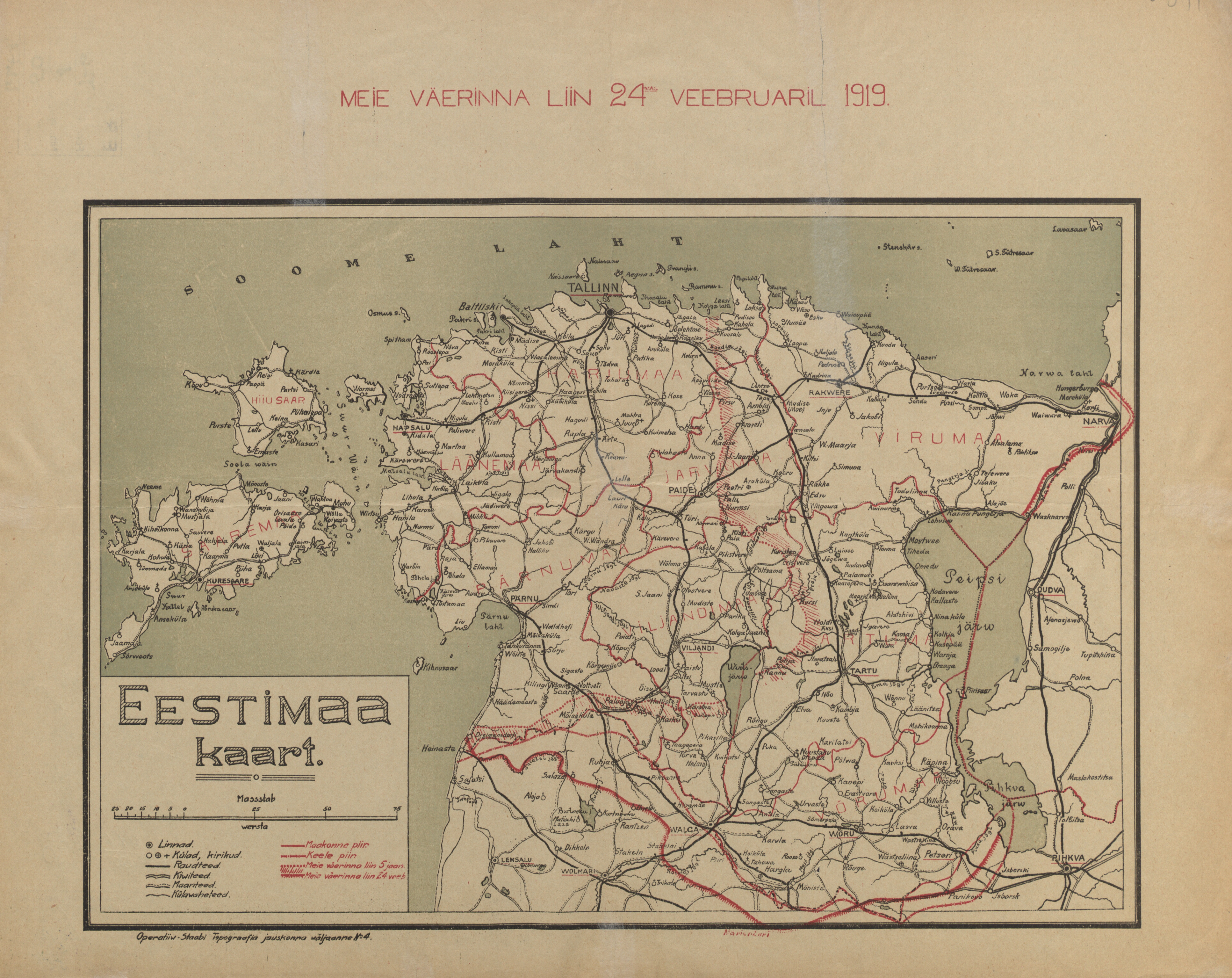
Линия фронта к началу и концу контрнаступления

Январское контрнаступление — наступление в январе 1919 года армии Эстонской республики, белогвардейского Северного корпуса, отрядов финских добровольцев при поддержке британского флота против войск РККА РСФСР и Эстляндской трудовой коммуны с целью вытеснения последних с территории Эстонии.
После отступления немецких оккупационных войск и вооружённых отрядов Эстонской республики с восточного региона Эстонии в результате наступления РККА и последовавшего провозглашения Эстляндской трудовой коммуны эстонское правительство при поддержке Антанты начало планировать военную операцию с целью восстановления контроля над утраченной территорией. 29 ноября была объявлена всеобщая мобилизация мужчин в возрасте от 21 до 24 лет в армию. Отступивший из Пскова в Эстонию белогвардейский Северный корпус по соглашению, заключенному 6 декабря с военным министром Временного правительства Эстонии, поступил в распоряжение последнего. 12 декабря 1918 года английская военная эскадра бросила якорь в Таллинской бухте. Правительство Финляндии по предложению главы государства Свинхувуда предоставило Эстонии два займа. С 31 декабря в количестве около 3 тысяч в Таллин начали прибывать финские добровольцы. К январю 1919 года численность регулярных войск Эстонии достигла примерно 12 тысяч человек (включая финских добровольцев и русских белогвардейцев).
Эстонская армия воспользовалась военными запасами старой русской армии. Одних только артиллерийских снарядов на местных складах было обнаружено свыше 430 тысяч. Значительное количество вооружения было оставлено эстонцам германской армией. 
6 января 1919 года началось наступление в Нарвском направлении, от Таллина до Пайде включительно. На этой линии эстонское командование сконцентрировало, включая резервы, до 10 тысяч человек против 3—4 тысяч войск РККА. Наступление поддерживалось огнем английских кораблей и рядом десантов финских и эстонских частей с моря. Один из наиболее крупных десантов высадился в районе деревни Мерикюла (примерно в 18 км северо-западнее Нарвы) в составе свыше 1000 штыков. Высадка проводилась под прикрытием плотного и интенсивного огня корабельной артиллерии. 
Эстонцы располагали на северном участке фронта тремя бронепоездами, что позволяло в условиях занесенных снегом дорог и полей быстро перебрасывать свои силы с одного участка на другой, высаживать десанты в тылу красных войск. 14 января эстонцы нанесли внезапный удар с двух бронепоездов и заняли Тарту. 19 января финские добровольцы выбили противника из Нарвы. Эстонские части заняли плацдарм на восточном берегу реки Нарва с целью удержать Красную Армию как можно дальше от города.
После успеха на восточном направлении эстонское командование перебросило основные силы на юг, в район Валги. К середине января оно сумело сосредоточить здесь 9750 штыков, 250 сабель, 210 пулемётов, 36 пушек, 7 бронепоездов и один броневик против 6000 штыков, 400 сабель, 120 пулемётов, 46 пушек и 2 бронепоезда войск РККА. В результате последовавших боёв с 17 января по 1 февраля были заняты Элва, Тырва и Валга. 4 февраля эстонские войска захватили Печоры. 
Начальник полевого штаба Реввоенсовета Республики Ф. В. Костяев 31 января 1919 г. докладывал об обстановке: «Наша наступательная операция здесь в направлении Нарвы — Ревель потерпела полную неудачу, и мы должны были отойти в прежнее исходное положение...». 